# LST1
A Proteína 1 do transcrito específico de leucócito é uma proteína que em humanos é codificada pelo gene LST1.